# Hiua Schasuar

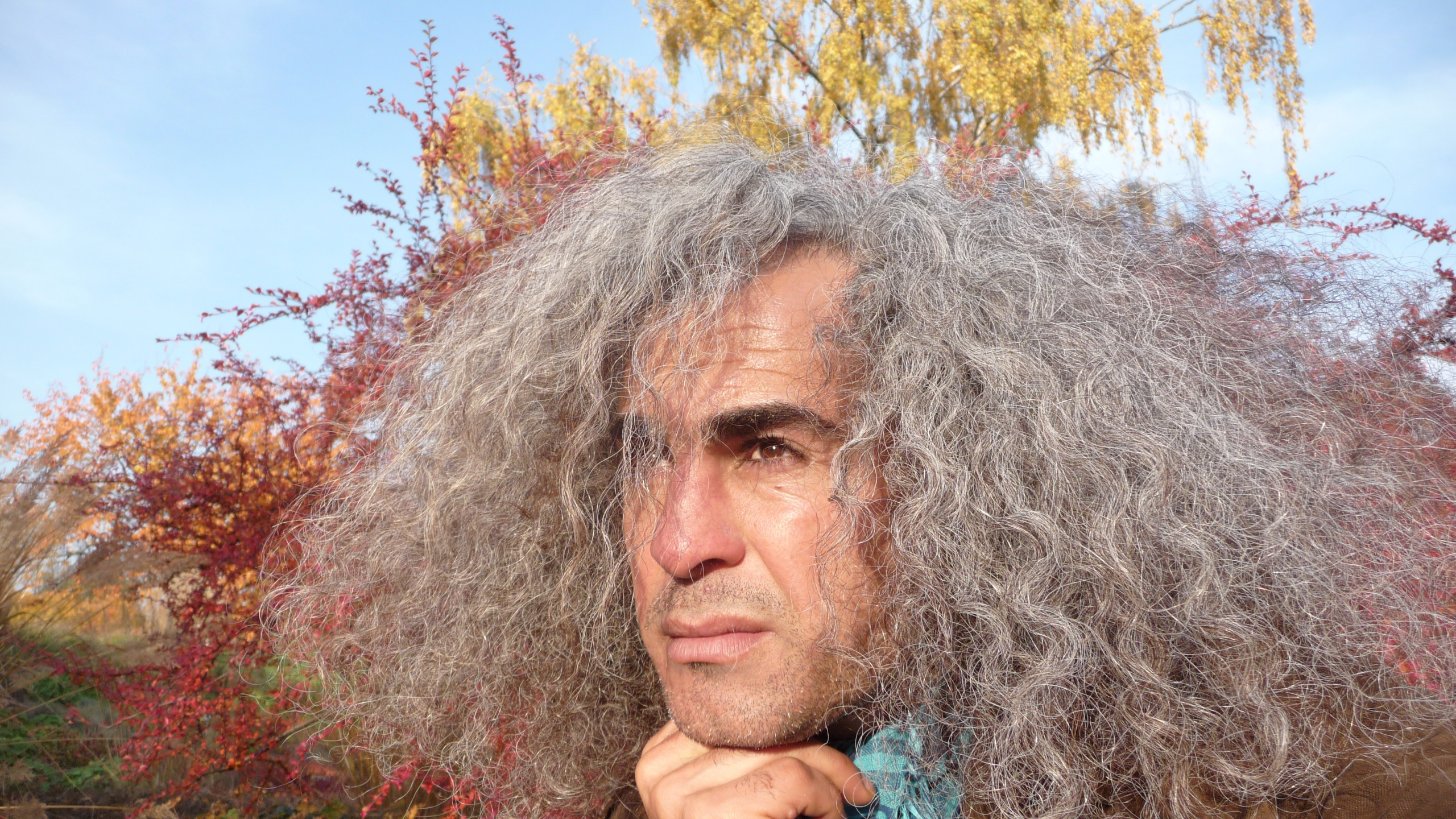
Selbstporträt von Schamal, Herbst 2010

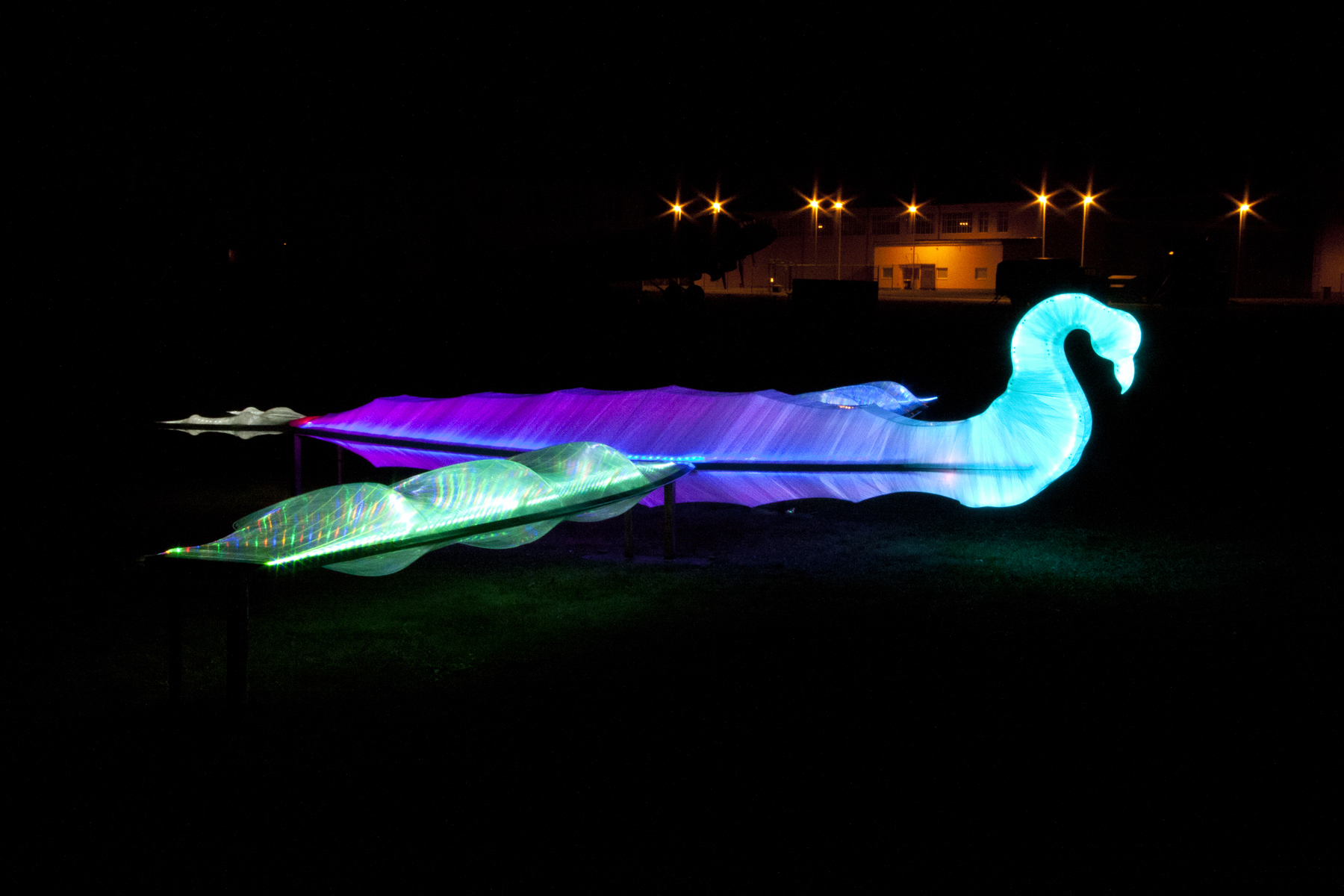
Friedensvogel "Anouk" bei Nacht (2012), Militärhistorisches Museum Flugplatz Berlin-Gatow

Hiua Schasuar (* 1972 im kurdischen Nordirak, Künstlername Schamal) ist ein irakisch-deutscher Bildhauer.

## Biografie
Schamal studierte von 1987 bis 1992 an der Kunstakademie Baghdad. Nach einer mehrjährigen Flucht nach Westeuropa kam er nach Deutschland.
2000 bis 2006 studierte er an der Staatlichen Akademie der Bildenden Künste Stuttgart unter anderem bei Micha Ullman. Anschließend folgte eine Tätigkeit als Bildhauer und Maler. Er fertigte vor allem Kinderspielplätze, Bühnenbilder und wirkte im Bereich der Gartengestaltung. Auf einem Freigelände mit Schrottplatz in der Nähe des Stuttgarter Nordbahnhofs gründete er sein Museum für zeitgenössische Raumverwandlung, welches 2011 Stuttgart 21 weichen musste.

## Projekt „Friedensvögel“
Seit 2004 produziert Schamal eine Reihe von Kunstwerken unter dem Titel „Friedensvögel“. Der Künstler verarbeitet hierbei das Erlebnis von Luft- und Giftgasangriffen in seiner Jugend. Die Skulpturen sollen überraschen, die Fantasie anregen und ein sichtbares Zeichen für den Frieden darstellen. Da der Künstler mehrere Jahre lang seine Werkstoffe von einem benachbarten Schrottplatz bezog, existieren Friedensvögel in den unterschiedlichsten Materialien. Bei den jüngeren Werken kamen vermehrt Holz- oder Aluminiumkonstruktionen zum Einsatz, die mit einer Folie umwickelt wurden. In den Objekten werden zudem häufig LED-Lichterketten verbaut. Durch die Beratung des Instituts für Flugzeugbau der Universität Stuttgart (insbesondere Rudolf Voit-Nitschmann) sollen flugtaugliche Kunstwerke entstehen, die der Künstler eines Tages über seiner irakischen Heimat und ggf. auch anderen Krisenregionen fliegen lassen möchte. Als bewusst interdisziplinär gedachtes Projekt sollen Kunst, Wissenschaft, Politik und Fantasie zusammengebracht werden.

## Werke im öffentlichen Raum
- Friedensvogel vor der Robert-Bosch-Schule (Stuttgart) (2008), Wind- und Spiegelspiel auf Sockel, 1,50 × 1,50 × 2,40 m
- Diverse Spielplätze (Mitarbeit bei verschiedenen Projektverantwortlichen) in Stuttgart, Dortmund, Ludwigsburg, Basel, Zürich, Bern und zur NRW-Landesgartenschau in Rietberg

## Ausstellungen
- Friedensvogel „Anouk“ im Militärhistorischen Museum der Bundeswehr Flugplatz Berlin-Gatow (Ausstellung im Freigelände vom 26. Oktober 2012 bis 1. Mai 2013)
- Ballnday Aashty (Friedensvögel) im ehemaligen nordirakischen Zentrum von Saddam Husseins Geheimdienst, Sulaimaniyya (Januar 2009 bis Juli 2011)
- Friedensvögel im Naturkundemuseum Stuttgart (Mai bis Juli 2006)

## Fotogalerie

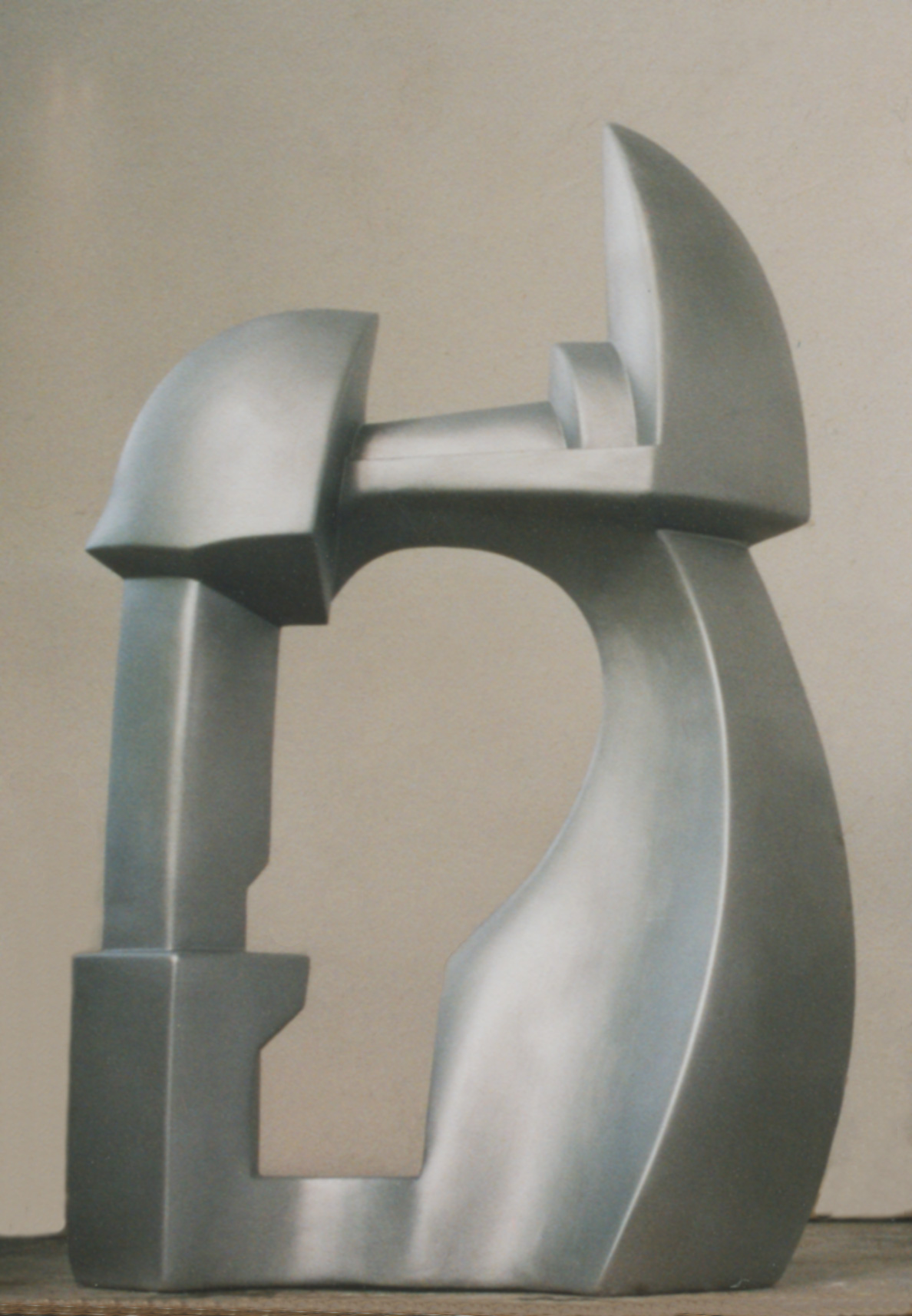
Skulptur „Kuss“, Gips und Lack (2002), Stuttgart
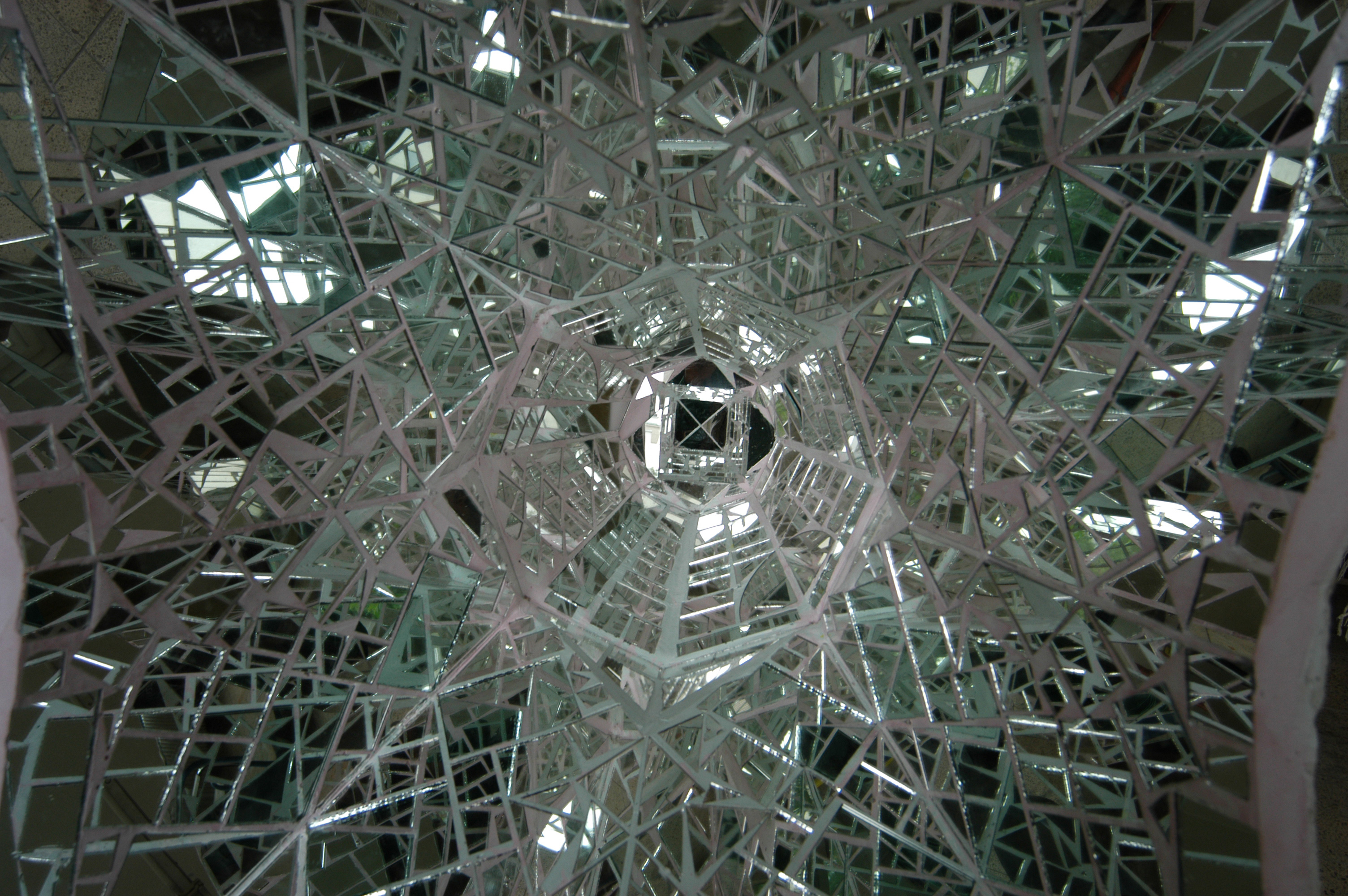
Skulptur „Kulturgrab“, bei Tageslicht, Spiegel, Leuchten und Gips (2003), Stuttgart
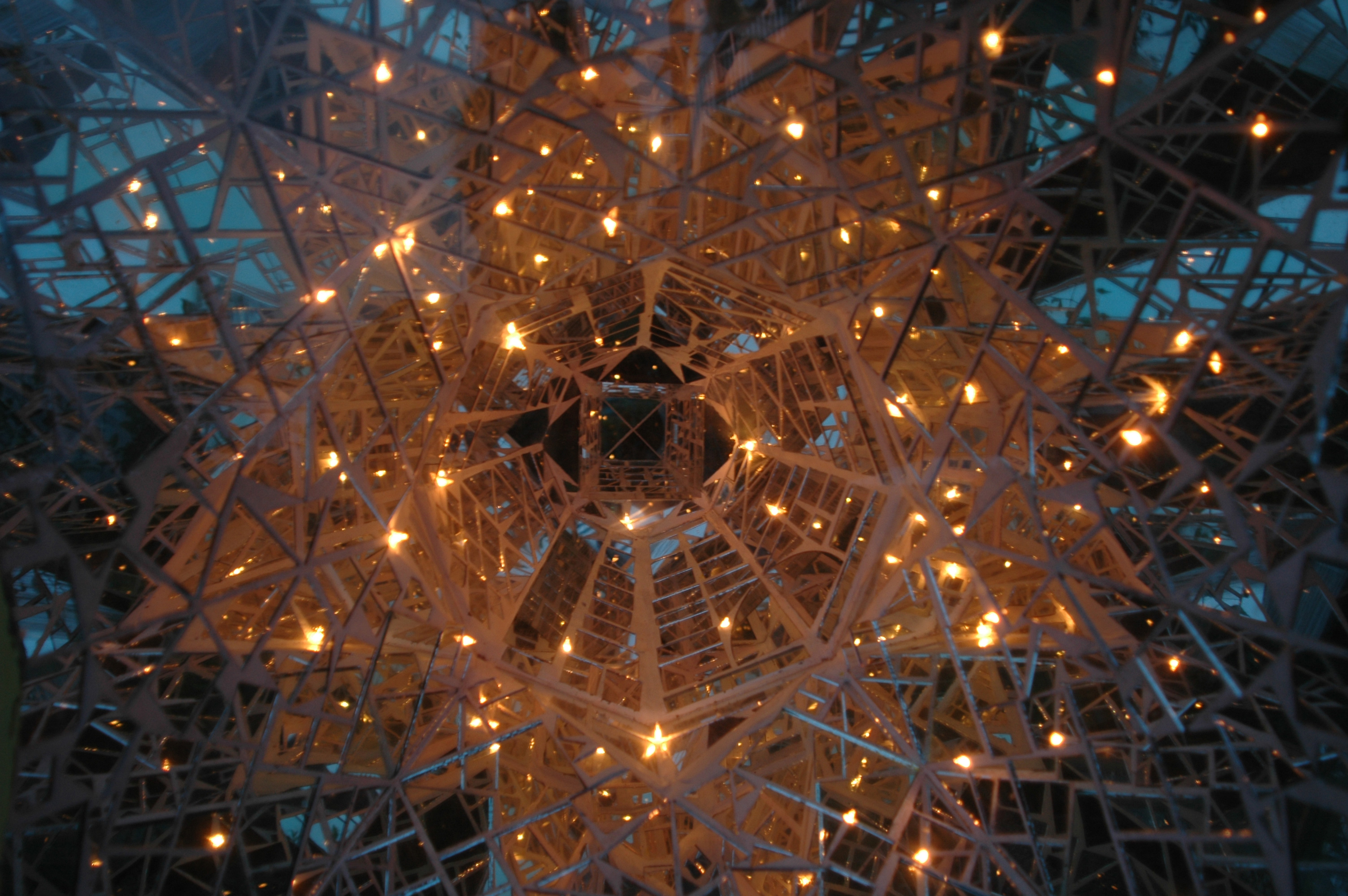
Skulptur „Kulturgrab“, bei Nacht, Spiegel, Leuchten und Gips (2003), Stuttgart
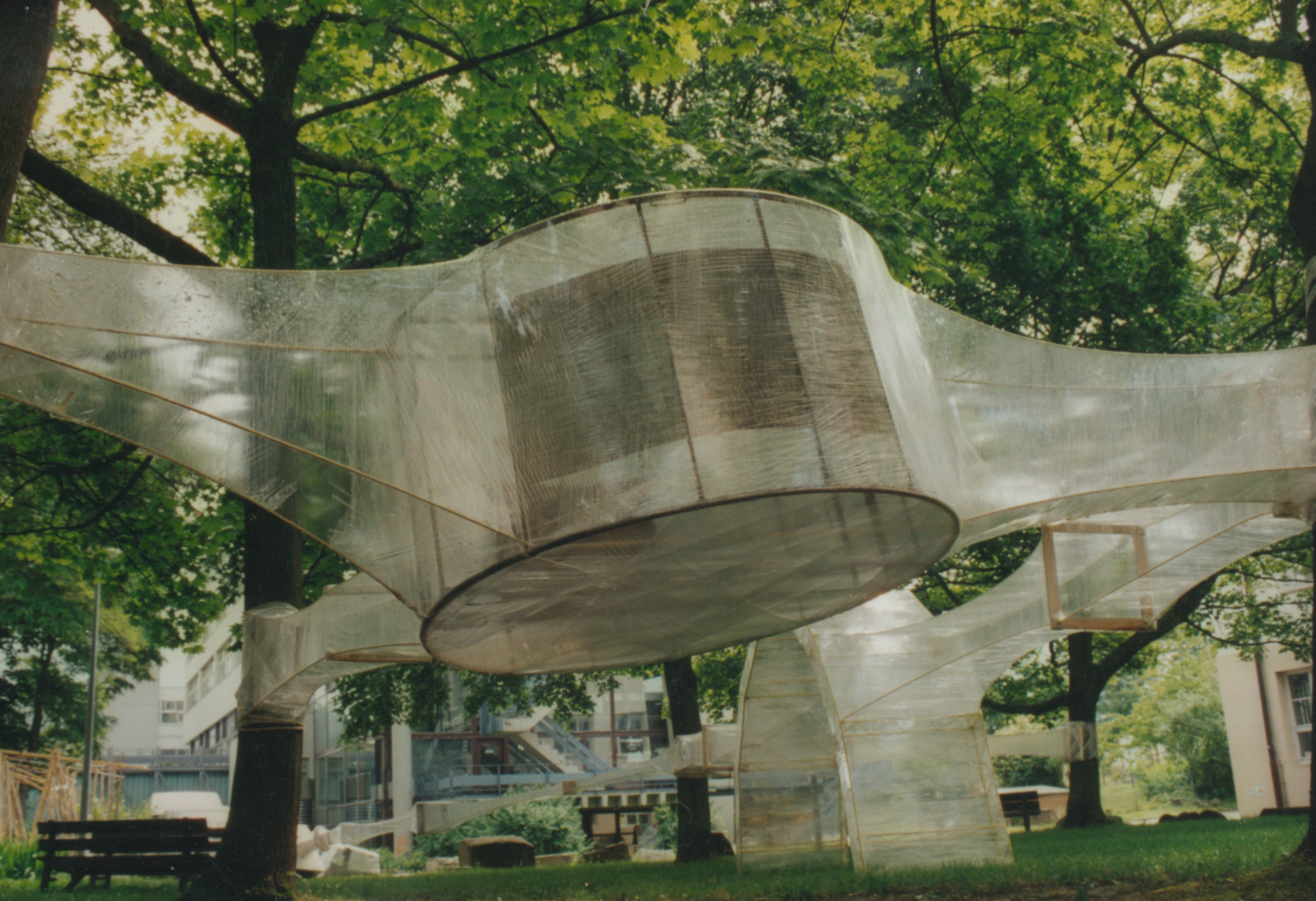
Installation an der Staatlichen Akademie der Bildenden Künste (2000), Stuttgart
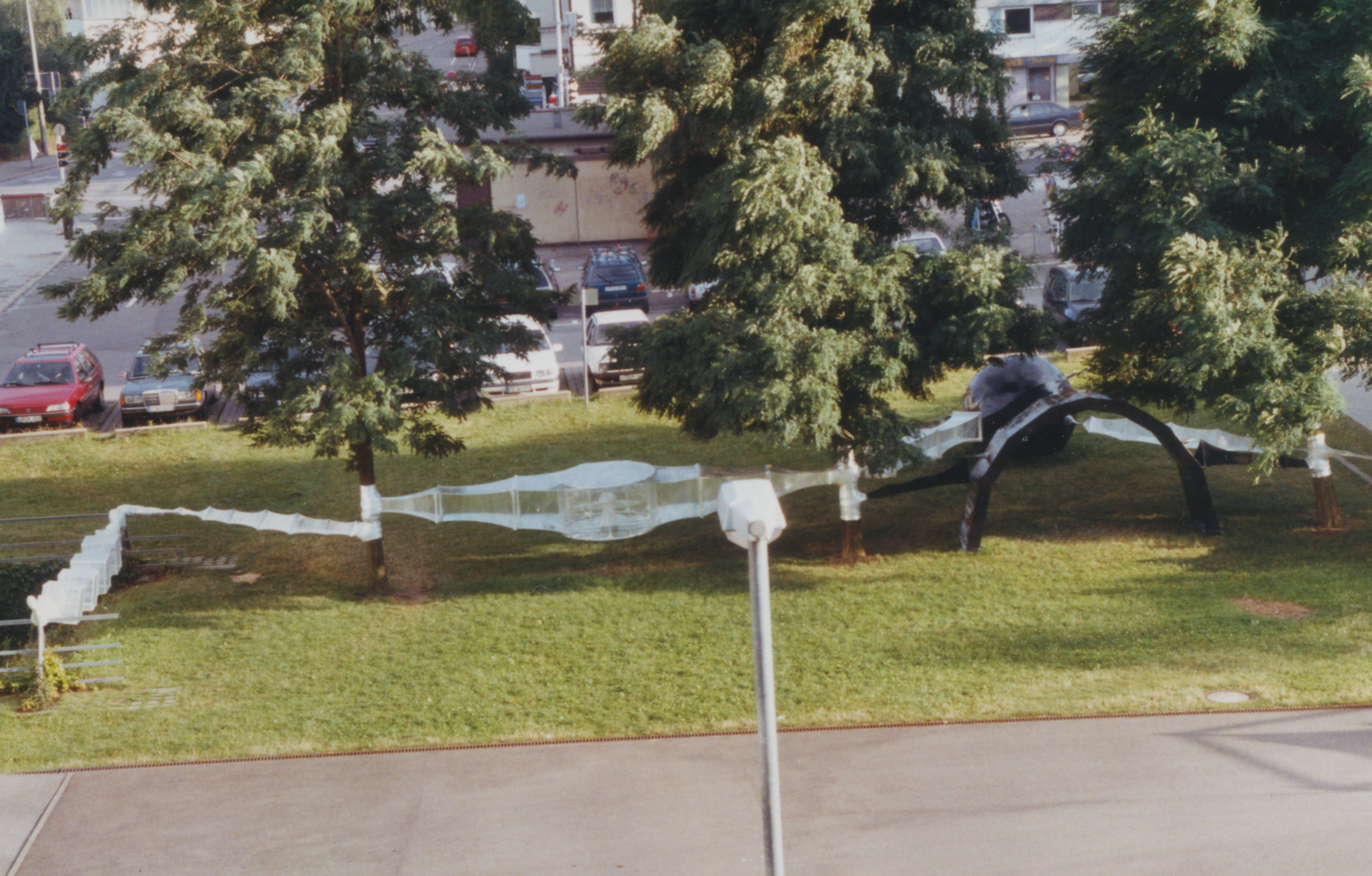
Installation an der Staatlichen Akademie der Bildenden Künste (2000), Stuttgart
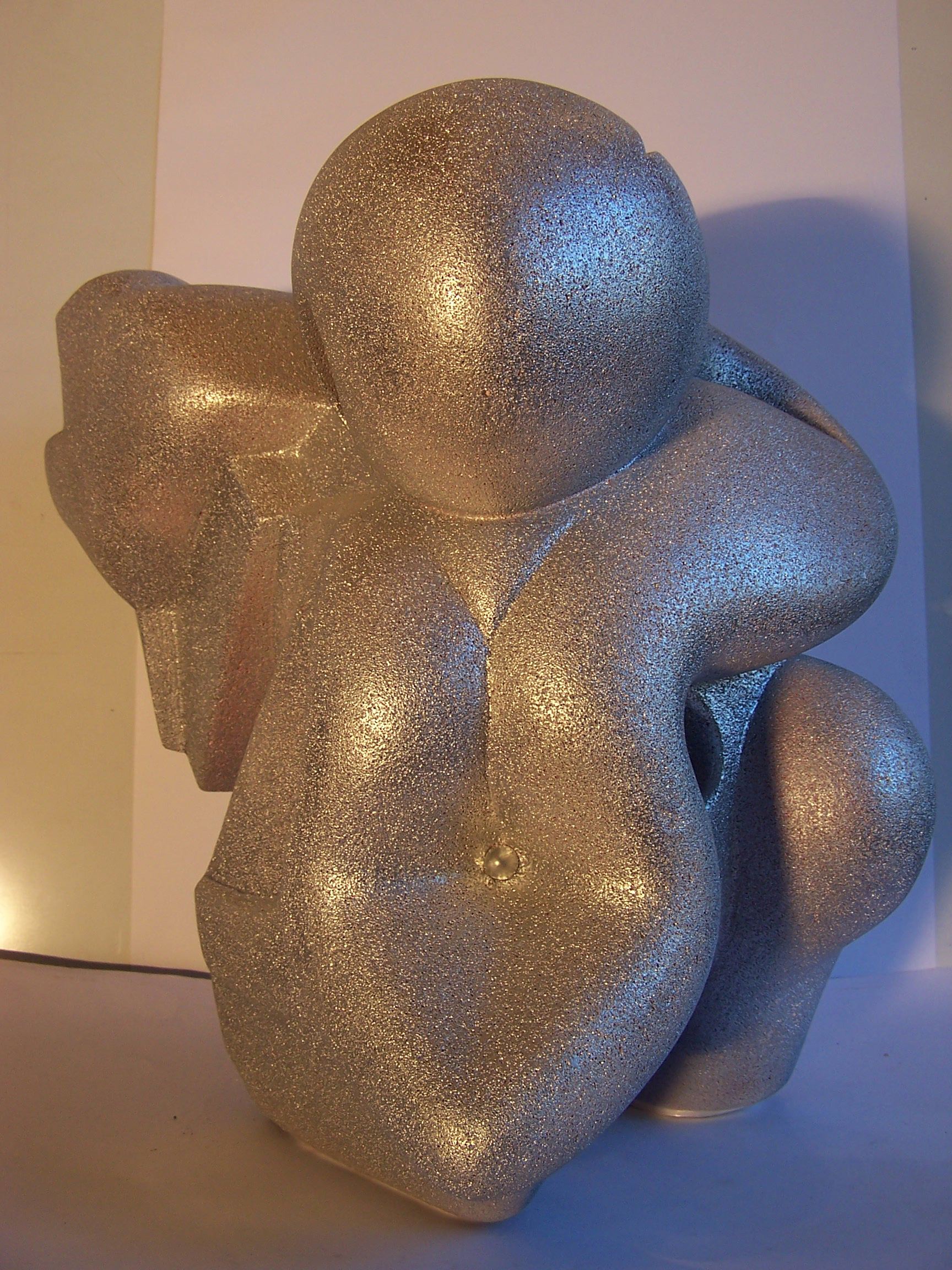
Skulptur „Geoorganisch“, aus Ytong (2003), Stuttgart
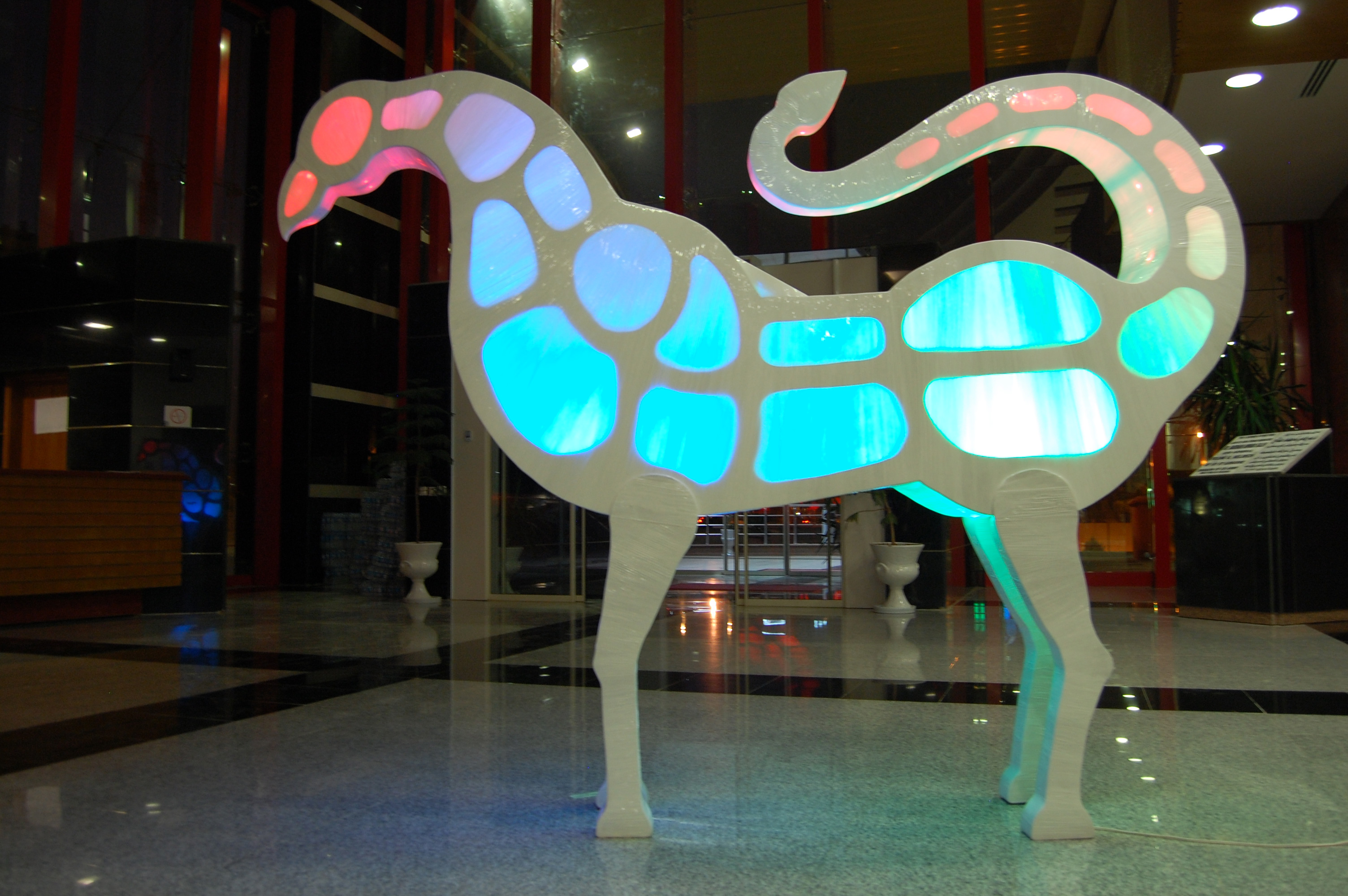
Skulptur „Fabelwesen“, aus Holz, Folie und Leuchten (2010), Sulaimaniyya
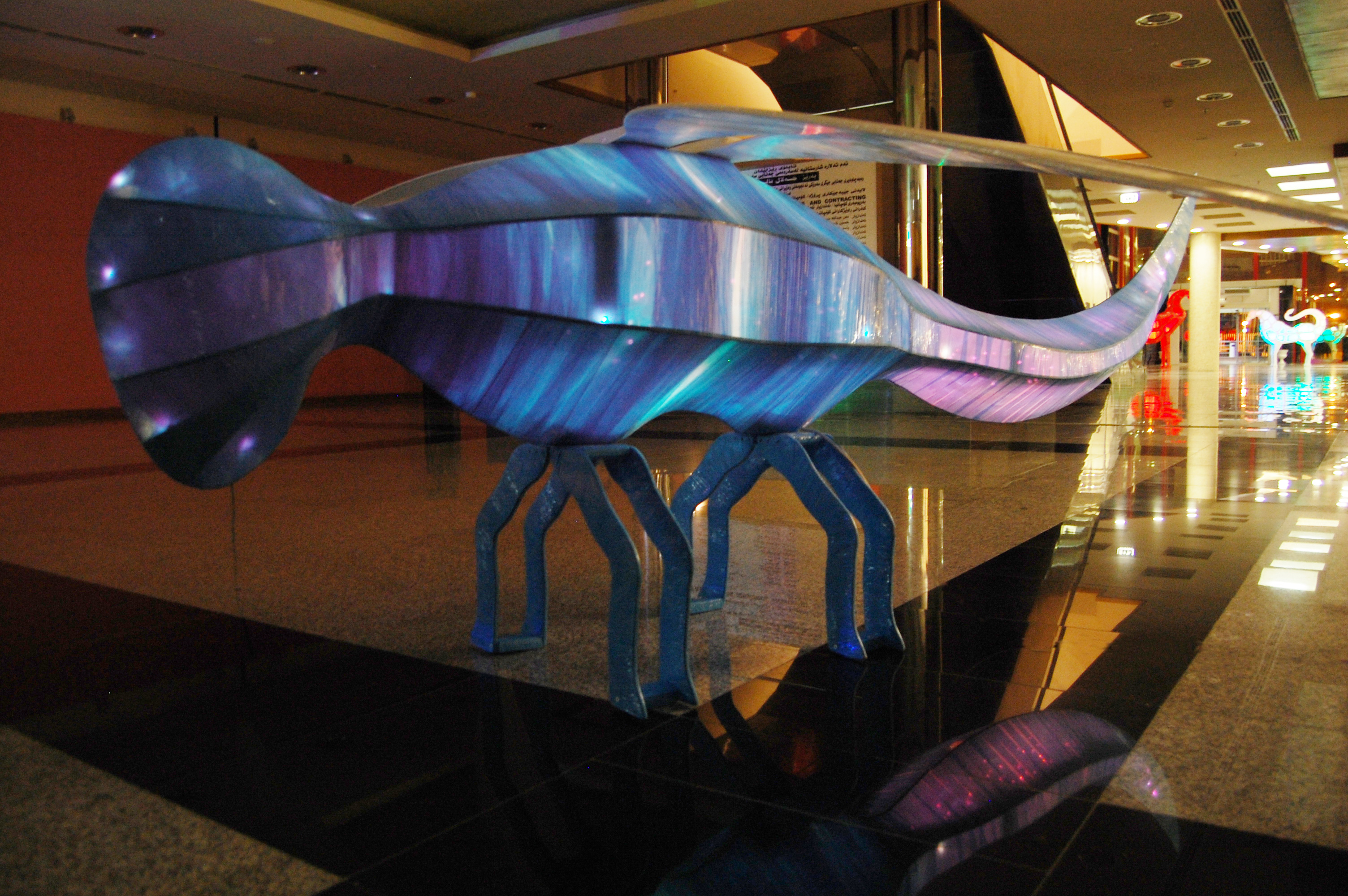
Skulptur „Fabelinsekt“, aus Holz, Folie und Leuchten (2010), Sulaimaniyya